# Combat des Chapieux
Seconde Guerre mondiale
Le combat des Chapieux est un affrontement ayant opposé le 21 août 1944 dans la vallée des Chapieux, en Savoie, des résistants des maquis de Tarentaise et du Beaufortain à une unité de la Wehrmacht.

## Contexte
La Savoie est reconnue par le commandement allié comme ayant une importance stratégique. Sa position offre en effet des débouchés vers l'Italie mais également sur des villes telles que Grenoble dont la libération facilitera le passage des troupes venant du sud après le futur débarquement de Provence. En février et mars 1944, le lieutenant-colonel Pierre Fourcaud, le capitaine Peter Ortiz et le capitaine Thackwaite sont parachutés en Tarentaise dans le cadre de la mission Union, destinée rencontrer les maquis locaux afin d'organiser pour eux des parachutages d'armes et de matériel et de coordonner leurs actions en vue des prochaines invasions alliées. Un parachutage à La Plagne en mars 1944 permet d'armer le maquis de Tarentaise puis, le 1er août 1944, l'important parachutage du col des Saisies permet d'équiper les hommes du maquis du Beaufortain commandés par le capitaine Jean Bulle,.
En réaction au parachutage des Saisies, la garnison allemande d'Albertville est renforcée et la Wehrmacht progresse dans la vallée de Tarentaise, en zone d'occupation italienne, jusqu'à atteindre Bourg-Saint-Maurice à la mi-août.

## Déroulement
Face à l'avancée des allemands et leur entrée à Bourg-Saint-Maurice, le commandement du maquis de Tarentaise a installé son poste de commandement à 10 kilomètres au nord de la ville, au hameau des Chapieux, d'où il coordonne des actions destinées à entraver la progression des troupes ennemies,. Afin de sécuriser le sud du poste, exposé à une remontée des allemands en provenance de Bourg-Saint-Maurice, la section du lieutenant Émile Paganon installe un verrou dans la vallée des Chapieux, sur la route reliant les Chapieux à la ville. Mais dans la nuit du 21 au 22 août, les Allemands attaquent par l'ouest en débouchant par la combe de la Neuva après être vraisemblablement passés par le refuge de Presset et le col du Grand Fond,. Une partie de la section Paganon se porte au secours du poste de commandement mais les résistants se trouvent vite submergés par une force supérieure en nombre. Cependant, les hommes reçoivent les renforts de la compagnie du lac, une section du maquis du Beaufortain. Cet apport permet de rééquilibrer les forces et les français parviennent finalement à prendre le dessus sur les troupes allemandes.

## Conséquences
Dans le contexte général de la Libération de la France, les Allemands évacuent progressivement la Tarentaise vers l'Italie mais s'installent sur le col du Petit-Saint-Bernard. Né de la fusion des maquis de Tarentaise et du maquis du Beaufortain, le « Bataillon Bulle », nommé en hommage au capitaine Bulle assassiné par les SS le 20 août, libère la Tarentaise,. Il constitue ensuite la base du 7e bataillon de chasseurs alpins, réactivé en janvier 1945 après sa dissolution en 1940.

## Hommages

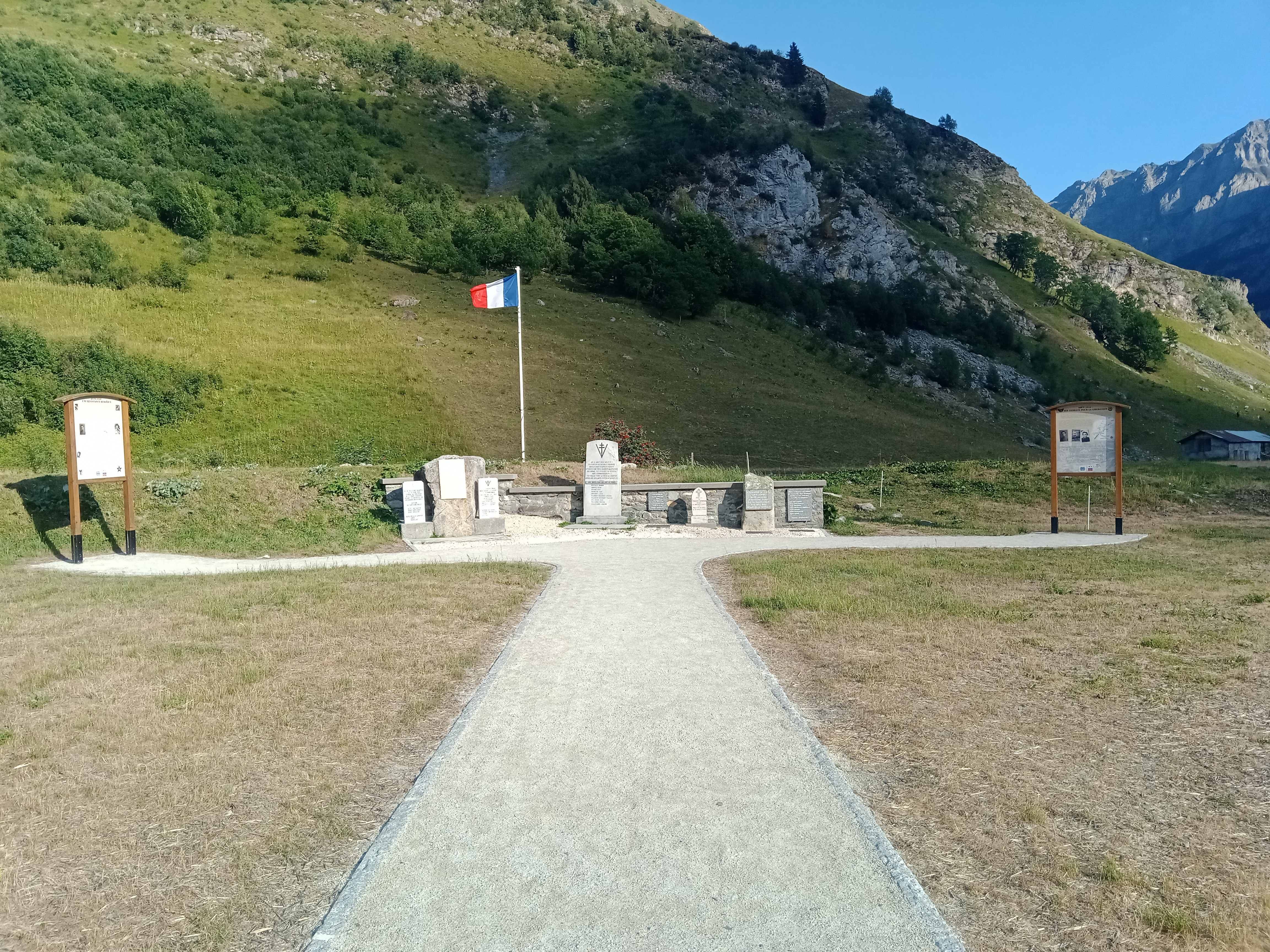
Le mémorial des Chapieux à l'entrée de la vallée des Glaciers.

- Sur le hameau des Chapieux, une stèle rappelle les combats.
- Une commémoration des combats a lieu chaque année sur place en présence d'un détachement du 7e BCA.